# Àlgebra graduada
En matemàtiques, en particular en àlgebra abstracta, un  àlgebra graduada  és una àlgebra sobre un cos, o més en general R-àlgebra, en la qual hi ha una noció consistent del pes d'un element. La idea és que els pesos dels elements es sumin, quan es multipliquen els elements. Tot i que s'ha de permetre l'addició 'inconsistent' d'elements de diversos pesos. Una definició formal segueix.
Sigui G un grup abelià. una àlgebra G-graduada és una àlgebra A amb una descomposició en suma directa
{\displaystyle A=\bigoplus _{i\in G}A_{i}}
tal que
{\displaystyle A_{i}A_{j}\subseteq A_{i+j}}
Un element del i-èsim subespai Ai es diu element homogeni de grau i o element de grau i pur. Quan es parla d'àlgebres graduades sense especificar el grup G s'entén que aquest és el dels nombres enters o, de vegades, el dels naturals.
Els exemples importants d'àlgebra graduades inclouen els anells de polinomis, les àlgebres tensorials TV d'un espai vectorial V així com les àlgebres exteriors ΛV que són totes ℤ-graduades.
Les àlgebres de Clifford i les super àlgebres són exemples d'àlgebres ℤ/2ℤ-graduades. Aquí els elements homogenis són parells (grau 0) o senars (grau 1). Les àlgebres graduades també s'utilitzen molt en àlgebra commutativa, geometria algebraica, àlgebra homològica i topologia algebraica.